# Alman (bijnaam)
Alman (Turks Alman "Duitser") is een  bijnaam die in Duitstalige landen wordt gebruikt voor Duitsers zonder duidelijke migratieachtergrond. De term wordt ook gebruikt als goedmoedige spotnaam voor iemand die aan de Duitse clichés voldoet. Vergelijkbare bijnamen zijn Kartoffel ("aardappel") en Kraut (afkorting voor Sauerkraut ("zuurkool")) .

## Betekenis, verspreiding en gebruik
Het woord komt van de Germaanse stam de Alemannen. In sommige talen heet Duitsland ook zo: Frans Allemagne, Spaans Alemania.
Het  wordt niet alleen in Turkije gebruikt, maar ook in Noord-Afrika, van Marokko tot Algerije, en zuidelijker tot in Ivoorkust. Afhankelijk van de context kan het woord alman ook een scheldwoord zijn voor een Duitser of een persoon die aan Duitse clichés voldoet. De afbakening van de zo genoemde personen geeft het gevoel bij de eigen groep te horen en de eigen identiteit te versterken. De bijnaam alman is een tegenreactie op de bijnamen en clichés over buitenlanders en minderheden, die in het Duits worden gebruikt. Vaak is het echter gewoon een vorm van satire, zelfspot, zwarte humor en sarcasme zonder aanstootgevend karakter.